# Cleopatra (Massenet)
Cléopâtre (título original en francés; en español, Cleopatra) es una ópera en cuatro actos con música de Jules Massenet y libreto en francés de Louis Payen, basado en la novela homónima de Anatole France. Se estrenó en la Ópera de Montecarlo el 23 de febrero de 1914. 
Estructurada en cuatro actos y cinco escenas, Cléopâtre es la última obra de Massenet, estrenada con carácter póstumo en el año 1914 dos años después de su muerte. Gira en torno al personaje histórico, si bien el compositor se centró en la visión trágica de una Cleopatra extraordinariamente ambiciosa y atractiva, segura de su poder, que después de la muerte de Julio César decidió seducir a Marco Antonio. La obra muestra el enfrentamiento entre dos mundos, el de la Roma imperial, disciplinada y racional, y el de Egipto, flexible y sensual.
Es una de las tres óperas de Massenet que se estrenaron después de su muerte, las otras son Panurge (1913) y Amadís (1922). La pieza ha tenido representaciones muy limitadas desde su estreno y tiene una historia modesta en la grabación moderna. En las estadísticas de Operabase aparece con una representación en el período 2005-2010.

## Personajes

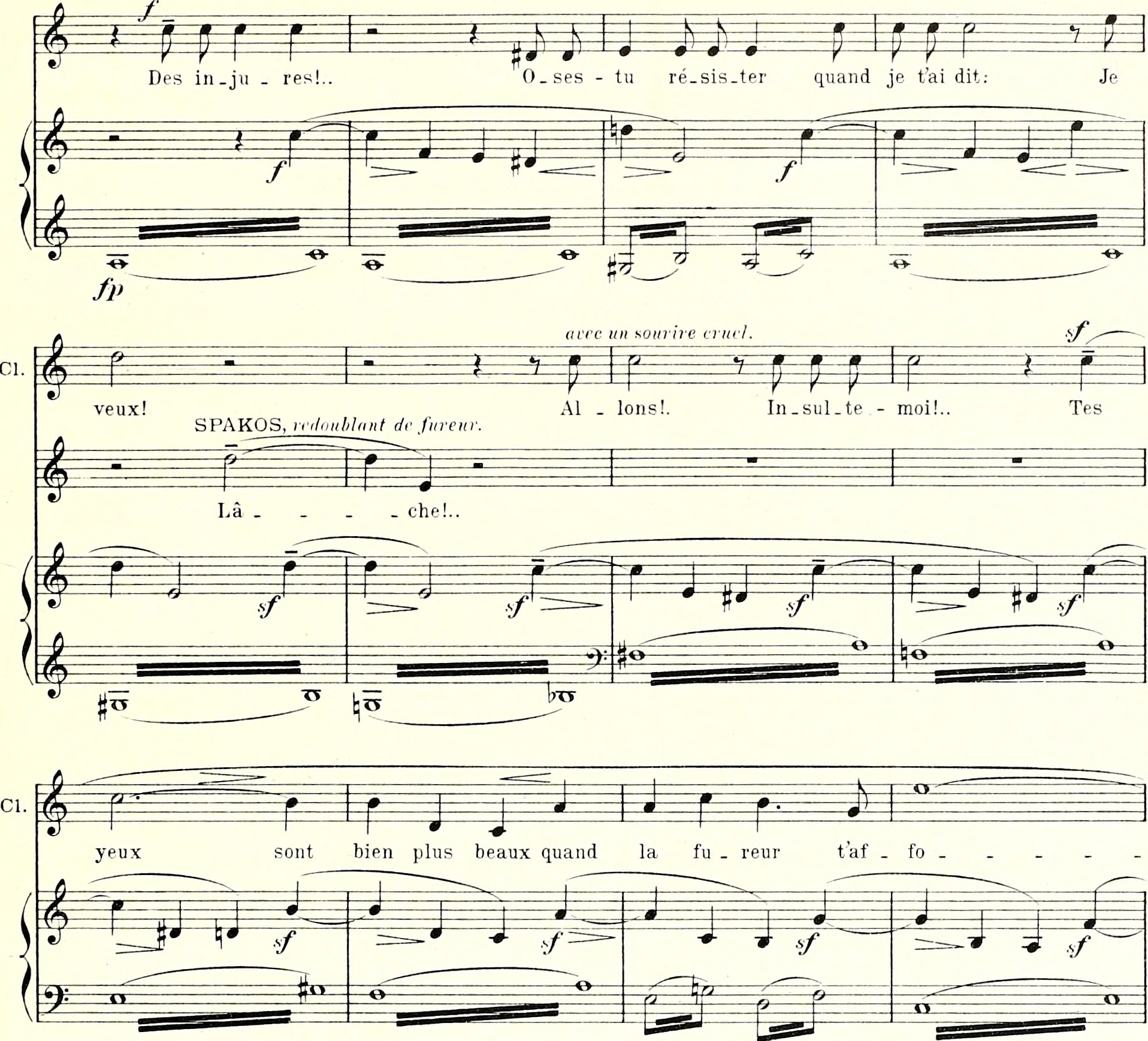
Fragmento de un dúo de Cleopatra y Spakos (con reducción para piano de la parte orquestal).

| Personaje                          | Tesitura     | Reparto el 23 de febrero de 1914 Director : Léon Jehin |
| ---------------------------------- | ------------ | ------------------------------------------------------ |
| Cleopatra, Reina-Faraón de Egipto. | mezzosoprano | Maria Nikolayevna Kouznetsova                          |
| Marco Antonio, general romano.     | barítono     | Alfred Maguénat                                        |
| Octavia, esposa de Marco Antonio.  | soprano      | Lilian Grenville                                       |
| Spakos, amante de Cleopatra.       | tenor        | Huchet-Rousselière                                     |
| Amnhès, tabernero.                 | barítono     | Pierre Clauzure                                        |
| Charmion, esclava de Cleopatra.    | soprano      | Carton                                                 |
| Ennio, oficial romano              | barítono     | Feiner                                                 |
| Severo, oficial romano.            | barítono     | Ghastau                                                |